# Муфаса
Муфаса (англ. Mufasa) — вымышленный персонаж франшизы Disney «Король Лев». Он — мудрый и доброжелательный лев, появившийся в оригинальном мультфильме как король Земель Прайда и отец Симбы, который в будущем должен стать королём. Муфаса был убит его младшим братом, Шрамом, чтобы узурпировать трон. Его смерть заставила Симбу отправиться в изгнание, но призрак Муфасы призывает взрослого Симбу вернуться домой и вернуть трон. Муфасу озвучил Джеймс Эрл Джонс.
Создателями персонажа выступили Ирен Меччи, Джонатан Робертс и Линда Вулвертон. Муфаса претерпел несколько изменений во время производства «Короля Льва». Примечательно, что решение сделать Муфасу и Шрама братьями было направлено на улучшение сюжета, Муфаса был вновь введён в качестве призрака, чтобы дать Симбе убедительную причину вернуться домой. Создатели фильма подробно обсуждали, подходит ли показ смерти Муфасы для детского фильма. Некоторые предположили, что это должно происходить за кадром, но режиссёр Роб Минковв настаивал на её показе, что было беспрецедентно для мультфильма. Аниматор Тон Фусил черпал вдохновение из манер и улыбки Джонса.
Джонс получил похвалу за своё исполнение. В то время как некоторые критики и зрители изначально обсуждали, является ли смерть Муфасы пугающей для большинства детей, сравнивая её со смерть матери Бэмби в мультфильме «Бэмби». Сцена считается одной из самых запоминающихся смертей в истории кино, особенно по мнению миллениалов. Несколько публикаций также отмечали Муфасу как одного из величайших вымышленных отцов в поп-культуре.
Муфаса также появлялся в различных СМИ и товарах. Джон снова озвучил его в ремейке, являясь единственным актёром, повторившим свою роль из оригинала. Актёр Сэмюел Райт получил номинацию на премию «Тони» за роль Муфасы в мюзикле. Приквел к ремейку, «Муфаса: Король Лев», вышел 20 декабря 2024 года и рассказывает предысторию Муфасы.

## Биография
В оригинальном мультфильме король Муфаса правит Землями Прайда со своей женой Сараби. Их сын, Симба, должен стать королём. Муфаса рассказывает Симбе о «Круге Жизни» и хрупком равновесии, необходимом для поддержания гармонии в Землях Прайда. Он советует Симбе подготовиться ко дню, когда тот станет королём. Однако завистливый и властолюбивый младший брат Муфасы Шрам и разрабатывает план убить Муфасу и Симбу. Он заманивает Симбу в ущелье и устраивает бегство гну, зная, что Муфаса отправится спасать своего сына. После спасения Симбы Муфаса карабкается по склону наверх. Но Шрам предаёт Муфасу и скидывает его в ущелье. Шрам манипулирует Симбой, заставляя поверить, что тот виноват в смерти Муфасы, говоря ему убегать из Земель Прайда. Симба находит убежище в джунглях, где его воспитывают беззаботные сурикат Тимон и бородавочник Пумба. Но Симба всё ещё чувствует свою вину в смерти Муфасы. Годы спустя, Симбу находит Рафики, мудрый мандрил, который говорит, что дух Муфасы живёт в нём. Муфаса убеждает Симбу вернутся домой и вернуть трон. Симба возвращается в Земли Прайда, побеждает Шрама и становится королём. В мультфильме «Король Лев 2: Гордость Симбы», Муфаса играет меньшую роль.
«Муфаса: Король Лев» рассказывает предысторию Муфасы и о том, как он стал королём Земель Прайда. В детстве Муфаса был унесён наводнением от родителей Масего и Афии. Его усыновляет королевская семья во главе с Обаси. Он становится братом Таки. Спустя годы на прайд нападает группа белых Львов; Муфаса защищает приёмную мать Эше и убивает Шаджу. Муфаса и Така решают уйти и искать новый дом, когда Обаси обнаруживает, что белые львы намерены вернуться и отомстить за смерть Шаджу, сына их лидера Кироса.
Вскоре Муфаса и Така встречают Сараби, Зазу и Рафики. Они решают отправиться в Милеле. Во время путешествия Муфаса и Сараби влюбляются. Така предаёт Муфасу, заключая союз с Киросом и оставляя когтями метки на камнях. Добравшись до Милеле, на группу нападают белые львы; Муфаса призывает животных объединиться и победить врагов. Кирос затаскивает Муфасу в пещеру и почти побеждает его; но раскаявшийся Така защищает Муфасу, получая шрам. Пещера затопляется, и Муфаса плывёт в безопасное место после смерти Кироса. Он воссоединяется с Афией, которая говорит ему, что Масего не выжил. После того, как он был объявлен королём Милеле, теперь известным как Земли Прайда, Муфаса недоволен Такой из-за его предательства; он позволяет ему жить в Землях Прайда, но крестит Таку Шрамом, поклявшись больше не называть его по имени.

## Разработка

### Создание
«Король Лев» — первый фильм Ренессанса «Диснея», который сосредоточен на отношениях отца и сына, а не на романтических. Продюсер Дон Хан описал фильм как «по сути, историю любви между отцом и сыном… Речь идёт о том моменте в жизни, когда ты понимаешь, что твой отец собирается передать тебе свою мудрость и знания». В ранних версиях Муфаса не был связан со Шрамом, но продюсеры решили, что создание этих персонажей как братьев усилит сюжет. Тем не менее, внешний вид персонажей уже был завершён, оставив между ними мало семейного сходства. По словам режиссёра Роба Минкоффа, они всегда представляли, что в детстве Муфаса случайно оставил Шраму его шрам. Хотя Муфаса и Шрам называют друг друга «братьями» как члены одного прайда, Хан ретроспективно предположил, что родители Муфасы и Шрама будут маловероятны, потому что прайды обычно имеют только одного взрослого самца, потом молодые львы часто убивают патриарха прайда и его потомство, чтобы утвердить господство.
Сценарист Линда Вулвертон описала смерть Муфасы как осознание того, что им нужно сделать его «величайшим отцом, который когда-либо жил», чтобы его смерть была особенно впечатляющей. К тому времени, когда Минкофф участвовал в проекте, они уже решили, что Муфаса умрёт, будучи растоптанным, хотя и менее жестоким образом. Смерть от растоптания была выбрана, потому что у львов нет естественных хищников. Это была одна из немногих идей, которая осталась неизменной во время производства, хотя были некоторые ранние обсуждения о том, как именно Муфаса должен умереть. Во время исследования, Вулвертон предложила «растоптать» Муфасу гну после того, как увидела сцену «насколько бешеными и неудержимыми» являются гну при миграции. Минкофф лоббировал в пользу более подробного изучения смерти Муфасы, что было необычно для мультфильма в то время. Режиссер также понимал риск убить такого важного персонажа, как Муфаса, очень сложно, после того, как зрители уже привязались к нему.
Хотя они черпали вдохновение из смерти матери Бэмби в мультфильме «Бэмби», Минкофф утверждал, что «Король Лев» должен более непосредственно противостоять смерти Муфасы, показав Симбу, взаимодействовавшим с его телом. По словам арт-директора Энди Гаскилла, решение медленно раскрыть труп Муфасы повышает его реализм, позволяя зрителям и Симбе осознать, что произошло одновременно. Творческая команда изначально разделилась по поводу того, подходит ли показ смерти Муфасы для целевой аудитории фильма, и тщательно переписали сцену, чтобы оседлать «сладкое пятно эмоций», толкая достаточно далеко, не делая сцену слишком подавляющей для ее молодой аудитории». Несмотря на её короткую длительность, для завершения смерти Муфасы потребовалось около 30 человек и более двух лет;; это была последняя законченная сцена, несмотря на то, что это была первая раскадровка. аниматор по ключевым кадрам Рейчел Бибб была одной из членов съёмочной группы, которые оставались шокированы тем, что Disney сохранила сцену до конца производства.
Смерть Муфасы побудила создателей фильма придумать способы осветлить тон мультфильма. Минкофф предложил отправить Симбу в изгнание, что позволило смягчить эмоциональное воздействие смерти Муфасы с помощью юмора Тимона и Пумбы. Первоначально они не планировали, что Муфаса снова появится после смерти, но они хотели, чтобы у Симбы была веская причина вернуться, и решили, что призрак его отца должен убедить его вернуться. Смерть и возвращение Муфасы как призрака относятся к нескольким тематическим сходствам «Король Лев» с пьесой Уильяма Шекспира «Гамлет», их которой сценаристы Ирен Меччи и Джонатан Робертс черпали вдохновение. Тем не менее, они удалили версию смерти Муфасы, в которой была фраза «Спокойной ночи, милыф принц», чтобы не звучать «слишком самосознательно». Аниматор Крис Сандерс и художник по сюжету Бренда Чепмен создали сцену, где призрак Муфасы говорит Симбе вернуться домой. Поскольку это была одна из первых сцен, написанных для фильма, Чепмен написала диалог Муфасы, повторяя «помни», чтобы вернуться к более раннему моменту, когда Муфаса ругает Симбу за посещение Слоновьего кладбища. Она намеревалась, чтобы диалог служил заполнителем, но в конечном итоге он был сохранён. Из диалога Сандерс определил, что персонаж будет проявляться либо как «реалистичный призрак, серия звёзд, либо просто тёмное присутствие». Чтобы поднять его раскадровки в соответствии с отзывами режиссёров, Сандерс черпал вдохновение из музыкального отрывка из фильма «Миссия» и использовал пастельные цвета «чтобы полностью инкапсулировать видение Муфасы, выходящее из облаков».

### Озвучивание
Первым выбором для озвучивания Муфасы был Шон Коннери, также рассматривался Лиам Нисон. Муфасу озвучил Джеймс Эрл Джонс, Вулвертон признала, что он был более сильным кандидатом, несмотря на то, что Коннери был её первым выбором. Disney сказала, что трудно представить, что кто-то, кроме Джонса, озвучивает Муфасу, как только персонаж будет полностью реализован. Джонс тяготел к роли, потому что он был впечатлён рисунками Муфасы, которые он видел, и наслаждался возможностью создать персонажа, используя только свой голос, говоря, что этот процесс напомнил ему о его ранней работе по радио. Будучи плодовитым актёром, его также привлекли шекспировские элементы. Он описал озвучивание как «чистую форму» актёрского мастерства, сравнив её с выступлением в древнегреческом театре, «где актёры носили маски. В нашем случае маски — рисунки аниматоров, и мы просто предоставляем все модели поведения, эмоции и чувства, стоящие за этой маской».
Джонс признался, что изначально допустил ошибку, заставив своего персонажа звучать по-королевски, которую он исправил после получения указания, чтобы озвучить Муфасу в роли самого себя, которого актёр описал как более похожего на «чокнутого отца». Джонс объяснил, что «отцы не всегда грандиозны, конечно, не со своими сыновьями. Когда вы принимаете себя отцом, вы часто бываете чокнутыми и глупыми. Вы просто папа». Вдохновлённые его пересмотренным тоном голоса, аниматоры приступили к включению выражений лица Джонса в выражения морды Муфасы. Минкофф и со-режиссёр Роджер Аллерс похвалили работу Джонса над фильмом, вспоминая, что только его вокальные упражнения «иногда звучали как настоящий лев с грохотом». Аллерс сказал, что его голос уже будет эхом по всей студии без помощи микрофона. Тем не менее, они стратегически разместили шесть микрофонов вокруг его головы, чтобы создать иллюзию, что его голос «исходит отовсюду». Джонс работал над фильмом спорадически более двух лет, пока Disney не понравилась его работа. Песня, первоначально написанная для персонажа, не была использована, когда Disney поняла, что Джонс не смог ее исполнить. Песня «To Be King» была переделена в песню «I Just Can’t Wait to Be King» в исполнении Симбы. Джонс  Мэдж Синклер, которая озвучивала Сараби, ранее играли пару короля и королевы в фильме «Поездка в Америку». Актер снова озвучил персонажа в связанных проектах, таких как «Король Лев 2: Гордость Симбы» и «Хранитель Лев: Герои саванны».
В 2011 году Джонс сказал, что часто доказывал детям, что он был голосом Муфасы, говоря голосом своего персонажа: «Симба. Ты намеренно меня ослушался». Джонс был единственным актёром, который повторил свою роль в ремейке. Режиссёр ремейка, Джон Фавро, был удивлен, что Джонс согласился вернуться. Из уважения и восхищения актёром Фавро отказался дать Джонсу указания относительно его выступления, заверив его, что он уже воплотил персонажа. В то время как большая часть актёрского состава ремейка проводила записи вместе в театр-студии в Калифорнии, Джонс работал в одиночку в нью-йоркской студии звукозаписи. Была сохранена большая часть диалога персонажа из оригинального мультфильма. Ремейк был одним из последних фильмов Джонса перед его смертью 9 сентября 2024 года.
Актер Аарон Пьер озвучил персонажа в фильме «Муфаса: Король Лев», приквеле к фильму 2019 года, и назвал Джонса одним из своих самых больших вдохновителей. Приквел посвящён памяти Джонса. Хотя ветеран-актёр не записал никакого нового материала перед смертью, режиссёр фильма, Барри Дженкинс, настаивал на начале приквела речью Джонса из оригинального фильма, в которой Муфаса объясняет Симбе, что Великие Короли Прошлого продолжают следить за своими потомками со звёзд. Дженкинс прослушал все диалоги Джонса из оригинального фильма, прежде чем сделать этот выбор.

### Личность и дизайн
Джонс описал Муфасу как авторитетного, но в конечном итоге нежного отца. Упорное поведение Джонса во время записи вдохновило аниматора Тони Фусила. Фусил сказал, что Джонс внёс как королевскую, так и «отцовскую теплоту», необходимые аниматорам для создания персонажа, объяснив, что «мы должны визуально подойти к тому стандарту, который он установил своим голосом». В частности, аниматоры включили в морду Муфасы «чокнутую улыбку», которую Джонс носил во время записи. Фусил назвал просмотр выступления Джонса в фильме «Мэтуон» особенно полезным, потому что актёр «использовал много мимики и движений глаз для общения», отражая тенденцию Муфасы быть тонким и передавать много эмоций с небольшим количеством движения. Аниматоры повторно использовали некоторые элементы дизайна Муфасы для взрослого Симбы, чтобы последний выглядел более героическим. При Фусиле Филипп Янг был ещё одним аниматором, который работал над Муфасой, что Янг назвал своим «лучшим заданием персонажа». До «Короля Льва» у Янга были в основном экшн-сцены, некоторые из которых он также делал для Муфасы, но он считает персонажа первым, «в котором я мог бы проявить некоторые актёрские навыки». Он также анимировал сцену смерть Муфасы, а также некоторые из его взаимодействий с Симбой.
Аниматор Крис Уол специально попросил поработать над Муфасой, потому что он восхищался Фусиле и озвучиванием Джонса. Несмотря на отсутствие кадров персонажа из-за его меньшей роли и уже созданной команды анимации, создатели фильма позволили Уолу помочь анимировать персонажа. Макеты Муфасы были созданы скульптором Кентом Мелтоном.

## Восприятие
Критики и зрители изначально выразили разные мнения о смерти Муфасы. По словам Джессики Вонг из Entertainment Weekly, ни один зритель не остался «эмоционально незатронутым» в 1994 году. Дэн Уэбстер из The Spokesman-Review назвал момент «поворотом сюжета, незнакомым с этой эпохой акцента на семейных ценностях». Во время выхода фильма новостные агентства сообщили, что несколько родителей жаловались, что сцена не подходит для фильма для молодых зрителей, высказывая опасения по поводу детей, которые потенциально испытывают кошмары, беспокоиться о своих родителях и регрессии. Взамен некоторые комментаторы обвинили родителей в том, что они являются чрезмерной защищающими. По словам Дэррила Э. Оуэнс из Tampa Bay Times, эксперты по детской психологии предупредили, что его смерть может быть травмирующей, если родители не смогут подготовить своих детей перед просмотром. However, child therapist Mercedes Ojeda-Castro encouraged parents to use the opportunity to discuss death,, психолог Розалин Лаудати ответила, что это может помочь детям справиться с собственными родительскими потерями и разводами. Несколько критиков назвали смерть Муфасы потенциально пугающей для молодых зрителей. В отзыве для Prodigy, Уильям С. Бэнкс обвинил Disney в том, что она, наконец, переусердствовала со своей «всё более странной склонности к карикатурному насилию». Журналист Джанет Маслин поставил под сомнение рейтинг G, Джей Стоун из Ottawa Citizen, сказала, что фильм «мог бы обойтись без» попытки Симбы разбудить своего мёртвого отца. Назвав смерть Муфасы одним из самых травмирующих моментов фильмов Disney, Паоло Рагуза из Consequence сказал: «Это может быть жестоко, но с годами размышлений, это глубоко важная деталь в рамках „Короля Льва“… и оживлённая ощутимыми эмоциями и кинематографической элегантностью». Несколько рецензентов, таких как Роджер Эберт,, сравнили смерть Муфасы со смертью матери Бэмби. Джереми Джерард Из Variety предположил, что родители, которые помнят, что были травмированы «Бэмби», должны использовать фильм, чтобы оценить, «кто идёт на „Короля Льва“, а кто остаётся дома с няней». Однако, Рик Демотт из Animation World Network подразумевал, что реакция общественности на смерть Муфасы была занижена при сравнении.
Роб Хуманик из Slant Magazine назвал Муфасу «плохой отцовской фигурой», но Стоун назвала его одномерным. Между тем, Джонс получил признание критиков за своё выступление, которое Каушал С. из Soap Central считал одним из самых знаменитых выступлений озвучивания за последнее время. Саймон Рейнольдс из Digital Spy сказал, что Джонс «блестяще» оживил персонажа. Кинокритик Дэвид Стерритт и Элизабет Грегори из Evening Standard назвали его выдающимся среди актёров фильма, а Кейт Эрбланд из Film School Rejects назвала его кастинг «поразительно великим и потрясающе очевидным». Turner Classic Movies сказал, что «отличительный баритон актёра был использован в отличном состоянии». По словам Дэниела Картера из Beliefnet, усилия Джонса привели к «любимому персонажу, который вызвал резонанс аудитории по всему миру». Ребекка Кивак из The Scranton Times-Tribune сказала, что создание Муфасы заслужила её немедленное уважение. Жуан Габриэль де Лима из Veja назвал Джонса выдающимся выступлением фильма, написав, что Муфаса был бы менее величественным без вклада Джонса. В редком негативном отзывы Энтони Куинн из The Independent назвал выступление Джонса «невыносимым» и «предзнаменительным». Лекс Прайор из The Ringer сказал, что Джонс затмил своих коллег в ремейке, несмотря на его ограниченное экранное время и диалоги.
Несколько публикаций считают Муфасу одним из величайших выступлений Джонса в его карьере. Называя Муфасу одним из «самых внушительных отцов поп-культуры», Ноэль Мюррей из The New York Times сказал, что «немногие другие исполнители эпохи Джонса могли бы сделать персонажей такими яркими, сидя перед микрофоном», а как П. Рагуза из Consequence сказал, что актёр поднял материал фильма, при этом его реплика оставалась «такой же пронзительной все эти годы спустя, как и для сюжета». Game Rant и Esquire Australia назвали «Короля Льва» его лучшим выступлением. Мэри Кейт Карр из The A.V. Club сказала, что актёр «наполнил персонажа таким достоинством и отличием», до такой степени, что он говорит самые знаковые реплики фильма. Уилсон Чепмен из IndieWire сказал «Немногие актёры когда-либо лучше подходили для роли голоса, чем Джонс для Муфасы», называя актёра одинаково эффективным в его более спокойные моменты воспитания Симбы. По словам Paste, «Король Лев» занимает шестое место среди лучших фильмов актёра. Сухасини Освал из Pinkvilla написал, что его «выступление определило царственную и сострадательную природу персонажа, укрепляя его место в сердцах поколений».